# Кудринцы (Тернопольская область)
Кудринцы (укр. Кудринці) — село в Мельнице-Подольской поселковой общине Чортковского района Тернопольской области Украины.
До 2020 года входило в Борщёвский район.
Код КОАТУУ — 6120884201. Население по переписи 2001 года составляло 1582 человека. В 2016 году население составляло 1340 человек.

## Географическое положение
Село Кудринцы находится на правом берегу реки Збруч,
ниже по течению на расстоянии в 2,5 км расположено село Завалье,
на противоположном берегу — село Кудринцы.

## История
- Село известно с конца XV века.
- В 1518 году поселение получило права города.

## Достопримечательности
- Кудринецкий замок.